# 宮城郡
- 令制国一覧 > 東山道 > 陸前国 > 宮城郡
- 日本 > 東北地方 > 宮城県 > 宮城郡

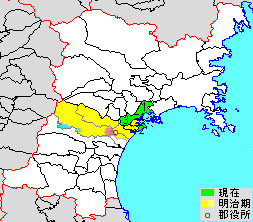
宮城県宮城郡の範囲（1.松島町 2.七ヶ浜町 3.利府町 薄赤:発足時の仙台市 水色:後に他郡から編入した区域）

宮城郡（みやぎぐん）は、宮城県（陸奥国・陸前国）の郡。宮城県の県名の由来となっている。
人口64,489人、面積111.64km²、人口密度578人/km²。（2025年5月1日、推計人口）
以下の3町を含む。
- 松島町（まつしままち）
- 利府町（りふちょう）
- 七ヶ浜町（しちがはままち）

## 郡域
1878年（明治11年）に行政区画として発足した当時の郡域は、上記3町に塩竈市、多賀城市、仙台市宮城野区、泉区および青葉区の大部分（茂庭・新川などを除く）、若林区の一部（若林・霞目・荒井・荒浜以北）の区域にあたる。なお、仙台市青葉区新川は1955年に名取郡から編入されている。奥羽山脈から太平洋に至る東西に細長い形であった。

## 明治時代以前

### 戦国時代まで
8世紀までに作られたと推測され、文献初見は『続日本紀』の天平神護2年（766年）11月1日である。郡の中では南小泉遺跡に集落が形成され、平安時代、中世まで集落・町があった。その周りの広瀬川と七北田川にはさまれた地域には、条里制が敷かれ、水田が広がっていた。陸奥の国府は、おそらく天平宝字6年（724年）に名取郡の郡山遺跡がある所から宮城郡北部の多賀（今の多賀城市）に移った。多賀城の外には都市的な街区が広がった。陸奥国分寺・国分尼寺は、南小泉遺跡に近い位置に置かれた。延暦4年（785年）に東部に多賀郡と階上郡を分けたが、しばらくして元に復した。『和名抄』が記す郷の数は10で、陸奥国の中では白河郡の17と磐城郡の12に次いで多い。
平安時代の郷
- 赤瀬郷[1]
- 磐城郷
- 科上郷
- 丸子郷
- 大村郷
- 白川郷
- 宮城郷 - 仙台市宮城野区苦竹
- 余戸郷 - 仙台市宮城野区岩切
- 多賀郷 - 多賀城
- 柄屋郷（栖屋郷の誤字説あり）

鎌倉時代にも多賀国府は存続したが、中心地はやや西の岩切付近に移ったと考えられている。鎌倉時代の初めに伊沢家景が陸奥国の留守職として国府で政務をとり、留守氏を名乗って宮城郡北部に根を下ろした。
南北朝時代には、南北両朝や北朝内部の対立で多賀国府が争奪の的になった。国府が位置する宮城郡の北部は留守氏が占めていたが、その勢威は、国府から陸奥国全土の武士に号令をかける北畠顕家や奥州探題諸氏と肩を並べるようなものではなかった。郡内の南部・西部の勢力としては、南朝に属して戦った大河戸氏、国分寺郷に拠った国分氏、陸奥介氏の後裔八幡氏が知られる。
国府が機能を失い、奥州探題大崎氏が北に去った後、戦国時代の宮城郡は南部が国分氏、北部が留守氏の支配地に分かれた。やがて伊達氏の影響力が南から伸び、両氏とも伊達氏から養子を迎えてその一門に組み込まれた。伊達氏から入った留守政景と国分盛重は、伊達政宗の部将として活躍した。豊臣秀吉が全国を統一すると、奥州仕置によって留守氏は取り潰し、国分氏は伊達氏の家臣としてそのままとなり、結果的には両人とも正式に伊達氏の家臣となった。その後、留守政景は政宗によって領地を移され、国分盛重は追放され、留守・国分ともに宮城郡の土着勢力ではなくなった。戦国時代の宮城郡は政宗の勢力の北限に近かったが、奥州仕置を経て伊達氏の領国が北にずれると、領国の中央やや南寄りに位置するようになった。

### 江戸時代
慶長6年（1601年）に、仙台藩初代藩主・伊達政宗が宮城郡内の仙台に居城を築き本拠とした。仙台藩は荘・保・郷などの中世期の区分を廃し、宮城郡を地理区分として再確定させた。宮城郡のうち仙台城下町を除いた地域は、高城・陸方・浜方・国分の四つに分けられた。仙台藩は城下への水運もかねて堀をめぐらせ、排水による低湿地の開発を進めて仙台平野の全域を水田地帯に変えた。大藩の城下町として仙台も発展し、周辺もその影響を受けた。宮城郡78か村の表高は4万7578石6斗3升であった。

## 明治時代以降
明治時代に陸奥国が分割されると、宮城郡は陸前国に属した。
明治5年（1874年）に大区小区制が施行されると、宮城郡は第1〔仙台城下町〕・第2〔国分〕・第3〔陸方・浜方・高城〕の三つの大区に分割された。のち明治7年（1874年）の区の再編で第1〔仙台城下町〕・第2〔陸方・浜方・国分・高城〕の二大区に改められ、明治9年（1876年）の再編で仙台城下町を含む宮城郡全域が、名取郡・黒川郡と併せて宮城県第2大区となった。
明治11年（1878年）10月21日の郡区町村編制法施行にともない、宮城郡役所が南目村の旧原町代官所に置かれた。同時に仙台区が宮城郡より分立し、仙台城下町が行政区画上正式に宮城郡から分離された。市制・町村制が施行された明治22年（1889年）当時の宮城郡の人口は60,518人であった。
大正15年（1926年）に郡役所は廃止され、郡内の町村は宮城県に直結したものの、昭和17年（1942年）に宮城県は宮城郡と黒川郡を管轄とする宮城黒川地方事務所を置き、郡役所の機能を実質的に代替させた。

### 町村制施行以前の沿革
- 幕末時点では陸奥国に属し、全域が仙台藩領であった。「旧高旧領取調帳」に記載されている明治初年時点に存在した村は以下の通り。（3郷70村3浜2島）

| 区分 | 村数          | 村名 | 所属代官区              | 所轄郡奉行 |
| ---- | ------------- | --- | ----------------------- | ---------- |
| 陸方 | 2郷27村       | 利府本郷、利府森郷、飯土井村、春日村、加瀬村、神谷沢村、沢乙村、菅谷村、市川村、浮島村、大代村、笠神村、下馬村、山王村、高崎村、高橋村、留谷村、南宮村、新田村、八幡村、田中村（東田中村）、岩切村、小鶴村、燕沢村、岡田村、蒲生村、田子村、中野村、福室村                                                             | 塩竈代官所 （塩竈村）   | 南方郡奉行 |
| 浜方 | 1村1浜1島     | 塩竈村、石浜、桂島 | 塩竈代官所 （塩竈村）   | 南方郡奉行 |
| 国分 | 32村1浜       | 南目村、小田原村、苦竹村、荒巻村、北根村、荒井村、伊在村、鶴谷村、霞目村、蒲町村、長喜城村、六丁目村、国分小泉村（南小泉村）、大倉村、芋沢村、上愛子村、下愛子村、熊ヶ根村、郷六村、作並村、七北田村、市名坂村、上谷刈村、野村、古内村、松森村、根白石村、小角村、実沢村、国分田中村（西田中村）、福岡村、朴沢村、荒浜 | 原町代官所 （南目村）   | 南方郡奉行 |
| 高城 | 1郷10村1浜1島 | 高城本郷、松島村、磯崎村、桜渡戸村、竹谷村、手樽村、根廻村、幡谷村、初原村、高城小泉村（北小泉村）、赤沼村、寒風沢浜、野々島 | 高城代官所 （高城本郷） | 北方郡奉行 |

- 明治元年
  - 9月24日（1868年11月8日） - 戊辰戦争で仙台藩主伊達慶邦が官軍に降伏。28万石に減封となる。
  - 12月7日（1869年1月19日） - 陸奥国が分割され、本郡は陸前国の所属となる。
  - 12月12日（1869年1月24日） - 伊達亀三郎（慶邦の子）に旧領のうち28万石が与えられ仙台藩が復活。宮城郡は仙台藩領となる。
- 明治4年
  - 7月14日（1871年8月19日） - 廃藩置県により仙台県（第1次）となる。
  - 11月2日（1871年12月13日） - 第1次府県統合により仙台県（第2次）の管轄となる。
- 明治5年
  - （1872年） - 陸方の田中村が東田中村に、国分の田中村が西田中村に改称。
  - 1月8日（1872年2月16日） - 仙台県（第2次）が宮城県に改称。
  - 4月9日（1872年6月10日） - 大区小区制の施行により、宮城郡のうち仙台城下町は宮城県第1大区に、国分は宮城県第2大区に、陸方・浜方・高城は宮城県第3大区になる（宮城県第1大区については仙台区の項を参照）。

| 宮城県第2大区（全15小区。宮城郡の一部〔国分〕） | 宮城県第2大区（全15小区。宮城郡の一部〔国分〕） |
| 小区                                            | 所属村                                          |
| ----------------------------------------------- | ----------------------------------------------- |
| 小1区                                           | 荒浜                                            |
| 小2区                                           | 荒井村                                          |
| 小3区                                           | 伊在村・霞目村・蒲町村・長喜城村・六丁目村      |
| 小4区                                           | 南小泉村                                        |
| 小5区                                           | 南目村・苦竹村                                  |
| 小6区                                           | 小田原村・荒巻村                                |
| 小7区                                           | 七北田村・松森村                                |
| 小8区                                           | 市名坂村・北根村・鶴谷村                        |
| 小9区                                           | 古内村・上谷刈村・野村・小角村・実沢村          |
| 小10区                                          | 根白石村・西田中村                              |
| 小11区                                          | 福岡村・朴沢村                                  |
| 小12区                                          | 芋沢村                                          |
| 小13区                                          | 大倉村                                          |
| 小14区                                          | 作並村・熊ヶ根村                                |
| 小15区                                          | 上愛子村・下愛子村・郷六村                      |

| 宮城県第3大区（全18小区。宮城郡の一部〔陸方・浜方・高城〕） | 宮城県第3大区（全18小区。宮城郡の一部〔陸方・浜方・高城〕）        |
| 小区                                                        | 所属村                                                             |
| ----------------------------------------------------------- | ------------------------------------------------------------------ |
| 小1区                                                       | 小鶴村、燕沢村                                                     |
| 小2区                                                       | 岩切村                                                             |
| 小3区                                                       | 飯土井村、加瀬村、神谷沢村、沢乙村、菅谷村                         |
| 小4区                                                       | 利府本郷、利府森郷、春日村                                         |
| 小5区                                                       | 山王村、高橋村、南宮村、新田村                                     |
| 小6区                                                       | 市川村、浮島村、高崎村、留谷村、東田中村                           |
| 小7区                                                       | 塩竈村の一部〔塩竈町〕                                             |
| 小8区                                                       | 岡田村                                                             |
| 小9区                                                       | 田子村                                                             |
| 小10区                                                      | 福室村                                                             |
| 小11区                                                      | 中野村                                                             |
| 小12区                                                      | 蒲生村                                                             |
| 小13区                                                      | 大代村、笠神村、下馬村、八幡村、塩竈村の一部〔湊浜〕               |
| 小14区                                                      | 塩竈村の一部〔松ヶ浜・菖蒲田浜・花淵浜・吉田浜・代ヶ崎浜・東宮浜〕 |
| 小15区                                                      | 寒風沢浜、石浜、桂島、野々島                                       |
| 小16区                                                      | 松島村、桜渡戸村、初原村、赤沼村                                   |
| 小17区                                                      | 高城本郷、磯崎村、根廻村、幡谷村                                   |
| 小18区                                                      | 竹谷村、手樽村、北小泉村                                           |

- 明治9年（1876年）
  - 浦役場設置により、塩竈村の端郷である湊浜・松ヶ浜・菖蒲田浜・花淵浜・吉田浜・代ヶ崎浜・東宮浜が合併して七ヶ浜となる。
  - 区の再編により、仙台城下町を含む宮城郡全域が名取郡・黒川郡と共に宮城県第2大区となる（宮城県第2大区のうち小6～8区（仙台城下町部分）については仙台区の項を参照）。

| 宮城県第2大区（全17小区。名取郡・宮城郡6～14・黒川郡）※仙台城下町6～8、陸方・浜方・国分・高城9～14 | 宮城県第2大区（全17小区。名取郡・宮城郡6～14・黒川郡）※仙台城下町6～8、陸方・浜方・国分・高城9～14                                                             |
| 小区                                                                                               | 所属村 |
| -------------------------------------------------------------------------------------------------- | --- |
| 小9区                                                                                              | 南目村、小田原村、苦竹村、荒巻村、北根村、伊在村、霞目村、蒲町村、長喜城村、六丁目村、南小泉村                                                                 |
| 小10区                                                                                             | 蒲生村、中野村、福室村、岡田村、荒井村、荒浜 |
| 小11区                                                                                             | 岩切村、小鶴村、燕沢村、鶴谷村、田子村、市川村、山王村、新田村、高橋村、南宮村、神谷沢村、菅谷村                                                               |
| 小12区                                                                                             | 塩竈村、浮島村、大代村、笠神村、下馬村、高崎村、留谷村、八幡村、東田中村、寒風沢浜、石浜、桂島、野々浜                                                         |
| 小13区                                                                                             | 利府本郷、利府森郷、飯土井村、春日村、加瀬村、沢乙村、赤沼村、高城本郷、松島村、磯崎村、桜渡戸村、竹谷村、手樽村、根廻村、幡谷村、初原村、北小泉村             |
| 小14区                                                                                             | 七北田村、市名坂村、上谷刈村、古内村、松森村、上愛子村、下愛子村、熊ヶ根村、郷六村、作並村、大倉村、芋沢村、根白石村、小角村、実沢村、福岡村、朴沢村、西田中村 |

- 明治7年（1878年）
  - 高城の小泉村が北小泉村に、国分の小泉村が南小泉村にそれぞれ改称。
  - 4月 - 区の再編により、宮城郡のうち陸方・浜方・国分・高城は宮城県第2大区となる（仙台城下町は大区・小区とも変更無し。宮城県第1大区については仙台区の項を参照）。

| 宮城県第2大区（全13小区。宮城郡の一部〔陸方・浜方・国分・高城〕） | 宮城県第2大区（全13小区。宮城郡の一部〔陸方・浜方・国分・高城〕）                                      |
| 小区                                                              | 所属村                                                                                                 |
| ----------------------------------------------------------------- | --- |
| 小1区                                                             | 上愛子村・下愛子村・熊ヶ根村・郷六村・作並村・大倉村・芋沢村                                           |
| 小2区                                                             | 根白石村・小角村・福岡村・朴沢村・西田中村                                                             |
| 小3区                                                             | 七北田村・市名坂村・上谷刈村・野村・古内村・松森村・実沢村                                             |
| 小4区                                                             | 小田原村・荒巻村・北根村・鶴谷村                                                                       |
| 小5区                                                             | 南目村・苦竹村                                                                                         |
| 小6区                                                             | 荒井村・伊在村・霞目村・蒲町村・長喜城村・六丁目村・南小泉村・荒浜                                     |
| 小7区                                                             | 岡田村・蒲生村・中野村・福室村                                                                         |
| 小8区                                                             | 大代村・笠神村・下馬村・山王村・高崎村・高橋村・南宮村・新田村・八幡村・東田中村                       |
| 小9区                                                             | 浮島村・留谷村、塩竈村の一部〔塩竈町〕                                                                 |
| 小10区                                                            | 岩切村・小鶴村・燕沢村・田子村                                                                         |
| 小11区                                                            | 利府本郷・利府森郷・飯土井村・春日村・加瀬村・神谷沢村・沢乙村・菅谷村・市川村                         |
| 小12区                                                            | 寒風沢浜・石浜・桂島・野々島、塩竈村の一部〔湊浜・松ヶ浜・菖蒲田浜・花淵浜・吉田浜・代ヶ崎浜・東宮浜〕 |
| 小13区                                                            | 高城本郷・松島村・磯崎村・桜渡戸村・竹谷村・手樽村・根廻村・幡谷村・初原村・北小泉村・赤沼村           |

- 10月21日 - 郡区町村編制法の宮城県での施行により、以下の変更を実施。同日大区小区制廃止。
  - 仙台城下町の区域をもって仙台区が発足し、郡より離脱。同時に小田原村の一部（小田原車通・小田原山本丁・小田原金剛院丁・小田原広丁・小田原大行院・小田原清水沼通・小田原牛小屋・小田原蜂屋敷）を編入。
  - 残部に行政区画としての宮城郡が発足。郡役所が南目村に設置。
- 時期不明 - 仙台区の一部（小田原蜂屋敷）が小田原村に編入。
- 明治22年（1889年）3月31日 - 翌日の市制施行に先立ち、仙台区と郡内各村の間で境界変更を実施。
  - ［小田原 - 仙台］小田原村のうち小野田・杉山の各字が仙台区へ編入、仙台区北六番丁の一部が小田原村へ編入。
  - ［南目 - 仙台］南目村のうち柳沢・二軒茶屋の各字が仙台区へ編入。
  - ［荒巻 - 仙台］荒巻村のうち山上清水・滝前・宮裏・上郡山・中ノ沢の各字が仙台区へ編入。
  - ［南小泉 - 仙台］南小泉村のうち八軒小路・広瀬川下・桃源院東・五ツ谷・行人塚・鍛冶屋の各字が仙台区へ編入。

### 町村制施行以後の沿革

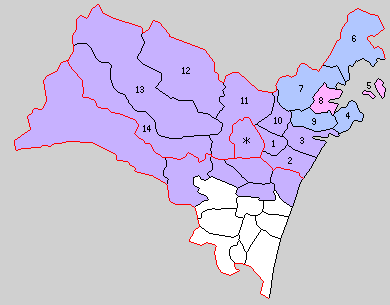
1.原町 2.七郷村 3.高砂村 4.七ヶ浜村 5.浦戸村 6.松島村 7.利府村 8.塩竈町 9.多賀城村 10.岩切村 11.七北田村 12.泉嶽村 13.大沢村 14.広瀬村（紫：仙台市 桃：塩竈市 青：合併なし。＊は発足当時の仙台市）

- 明治22年（1889年）4月1日、町村制の施行により、以下の町村が発足[4]。特記以外は現・仙台市。（2町12村）

  - 原町 ← 小田原村、苦竹村、南目村
  - 七郷村 ← 荒井村、伊在村、霞目村、蒲町村、長喜城村、六丁目村、南小泉村、荒浜
  - 高砂村 ← 岡田村、蒲生村、田子村、中野村、福室村
  - 七ヶ浜村 ← 塩竈村の一部〔七ヶ浜〕（現・七ヶ浜町）
  - 浦戸村 ← 寒風沢浜、石浜、桂島、野々島（現・塩竈市）
  - 松島村 ← 松島村、高城本郷、磯崎村、桜渡戸村、竹谷村、手樽村、根廻村、幡谷村、初原村、北小泉村（現・松島町）
  - 利府村 ← 利府本郷、利府森郷、飯土井村、春日村、加瀬村、神谷沢村、沢乙村、菅谷村、赤沼村（現・利府町）
  - 塩竈町（塩竈村の一部〔塩竈町〕が単独町制。現・塩竈市）
  - 多賀城村 ← 市川村、浮島村、大代村、笠神村、下馬村、山王村、高崎村、高橋村、留谷村、南宮村、新田村、八幡村、東田中村（現・多賀城市）
  - 岩切村 ← 岩切村、小鶴村、燕沢村、鶴谷村
  - 七北田村 ← 七北田村、市名坂村、上谷刈村、野村、古内村、松森村、荒巻村、北根村
  - 泉嶽村 ← 根白石村、小角村、実沢村、福岡村、朴沢村、西田中村
  - 大沢村 ← 大倉村、芋沢村
  - 広瀬村 ← 上愛子村、下愛子村、熊ヶ根村、郷六村、作並村、名取郡長袋村〔一部〕[5]
- 明治27年（1894年）4月1日 - 郡制を施行。
- 明治30年（1897年）9月7日 - 泉嶽村が根白石村に改称。
- 大正12年（1923年）3月31日 - 郡会が廃止。郡役所は存続。
- 大正15年（1926年）6月30日 - 郡役所が廃止。以降は地理区分名称となる。
- 昭和3年（1928年）
  - 1月1日 - 松島村が町制施行して松島町となる。（3町11村）
  - 4月1日 - 原町および七郷村の一部（南小泉字屋敷・南屋敷・八軒小路）が仙台市に編入。（2町11村）
- 昭和6年（1931年）4月1日 - 七北田村の一部（荒巻・北根）が仙台市に編入。（2町11村）
- 昭和13年（1938年）9月1日 - 多賀城村の一部（字笠神・牛生の各一部）が塩竈町に編入。
- 昭和16年（1941年）
  - 9月15日 - 岩切村・高砂村・七郷村が仙台市に編入。（2町8村）
  - 11月23日 - 塩竈町が市制施行して塩竈市となり、郡より離脱。（1町8村）
- 昭和25年（1950年）4月1日 - 浦戸村が塩竈市に編入。（1町7村）
- 昭和26年（1951年）7月1日 - 多賀城村が町制施行して多賀城町となる。（2町6村）
- 昭和30年（1955年）
  - 2月1日 - 大沢村・広瀬村が合併して宮城村が発足。（2町5村）
  - 4月1日 - 宮城村が名取郡秋保村の一部（新川）を編入。（2町5村）
  - 4月10日 - 七北田村・根白石村が合併して泉村が発足。（2町4村）
- 昭和31年（1956年)  4月1日 - 多賀城町の一部（大字八幡字大杉本・宮堤・渋谷地・大字高橋字大貝沼・蚝田・沼田・大字南宮字一里塚・浦山・舞台）を仙台市に編入。また、同時に仙台市の一部（大字中野字沼頭・西谷地・宿在家・高橋前・原前・赤松・分台）を多賀城町に編入。
- 昭和32年（1957年）
  - 8月1日 - 泉村が町制施行して泉町となる。（3町3村）
  - 10月25日 - 仙台市大字中野の一部を多賀城町に編入。また、多賀城町大字八幡の一部（同面積）を仙台市に編入。
- 昭和34年（1959年）1月1日 - 七ヶ浜村が町制施行して七ヶ浜町となる。（4町2村）
- 昭和38年（1963年）11月3日 - 宮城村が町制施行して宮城町となる。（5町1村）
- 昭和42年（1967年）10月1日 - 利府村が町制施行して利府町となる。（6町）
- 昭和46年（1971年）11月3日（4町）
  - 泉町が市制施行して泉市となり、郡より離脱。
  - 多賀城町が市制施行して多賀城市となり、郡より離脱。
- 昭和62年（1987年）11月1日 - 宮城町が仙台市に編入。（3町）

### 変遷表
| 明治22年以前          | 明治22年以前 | 明治22年4月1日      | 明治22年 - 大正15年     | 昭和元年 - 昭和30年               | 昭和元年 - 昭和30年                          | 昭和31年 - 昭和64年           | 昭和31年 - 昭和64年           | 昭和31年 - 昭和64年           | 平成元年 - 現在 | 現在     |
| --------------------- | ------------ | ------------------- | ----------------------- | --------------------------------- | -------------------------------------------- | ----------------------------- | ----------------------------- | ----------------------------- | --------------- | -------- |
| 小田原村              | 小田原村     | 原町                | 原町                    | 昭和3年4月1日 仙台市に編入        | 昭和3年4月1日 仙台市に編入                   | 仙台市                        | 仙台市                        | 仙台市                        | 仙台市          | 仙台市   |
| 苦竹村                |              | 原町                | 原町                    | 昭和3年4月1日 仙台市に編入        | 昭和3年4月1日 仙台市に編入                   | 仙台市                        | 仙台市                        | 仙台市                        | 仙台市          | 仙台市   |
| 南目村                |              | 原町                | 原町                    | 昭和3年4月1日 仙台市に編入        | 昭和3年4月1日 仙台市に編入                   | 仙台市                        | 仙台市                        | 仙台市                        | 仙台市          | 仙台市   |
| 南小泉村              | 一部         | 七郷村              | 七郷村                  | 昭和3年4月1日 仙台市に編入        | 昭和3年4月1日 仙台市に編入                   | 仙台市                        | 仙台市                        | 仙台市                        | 仙台市          | 仙台市   |
| 南小泉村              | 一部         | 七郷村              | 七郷村                  | 昭和3年4月1日 仙台市に 一部を編入 | 昭和16年9月15日 仙台市に編入                 | 仙台市                        | 仙台市                        | 仙台市                        | 仙台市          | 仙台市   |
| 荒井村                |              | 七郷村              | 七郷村                  | 昭和3年4月1日 仙台市に 一部を編入 | 昭和16年9月15日 仙台市に編入                 | 仙台市                        | 仙台市                        | 仙台市                        | 仙台市          | 仙台市   |
| 伊在村                |              | 七郷村              | 七郷村                  | 昭和3年4月1日 仙台市に 一部を編入 | 昭和16年9月15日 仙台市に編入                 | 仙台市                        | 仙台市                        | 仙台市                        | 仙台市          | 仙台市   |
| 霞目村                |              | 七郷村              | 七郷村                  | 昭和3年4月1日 仙台市に 一部を編入 | 昭和16年9月15日 仙台市に編入                 | 仙台市                        | 仙台市                        | 仙台市                        | 仙台市          | 仙台市   |
| 蒲町村                |              | 七郷村              | 七郷村                  | 昭和3年4月1日 仙台市に 一部を編入 | 昭和16年9月15日 仙台市に編入                 | 仙台市                        | 仙台市                        | 仙台市                        | 仙台市          | 仙台市   |
| 長喜城村              |              | 七郷村              | 七郷村                  | 昭和3年4月1日 仙台市に 一部を編入 | 昭和16年9月15日 仙台市に編入                 | 仙台市                        | 仙台市                        | 仙台市                        | 仙台市          | 仙台市   |
| 六丁目村              |              | 七郷村              | 七郷村                  | 昭和3年4月1日 仙台市に 一部を編入 | 昭和16年9月15日 仙台市に編入                 | 仙台市                        | 仙台市                        | 仙台市                        | 仙台市          | 仙台市   |
| 荒浜                  |              | 七郷村              | 七郷村                  | 昭和3年4月1日 仙台市に 一部を編入 | 昭和16年9月15日 仙台市に編入                 | 仙台市                        | 仙台市                        | 仙台市                        | 仙台市          | 仙台市   |
| 岩切村                | 岩切村       | 岩切村              | 岩切村                  | 岩切村                            | 昭和16年9月15日 仙台市に編入                 | 仙台市                        | 仙台市                        | 仙台市                        | 仙台市          | 仙台市   |
| 小鶴村                |              | 岩切村              | 岩切村                  | 岩切村                            | 昭和16年9月15日 仙台市に編入                 | 仙台市                        | 仙台市                        | 仙台市                        | 仙台市          | 仙台市   |
| 燕沢村                |              | 岩切村              | 岩切村                  | 岩切村                            | 昭和16年9月15日 仙台市に編入                 | 仙台市                        | 仙台市                        | 仙台市                        | 仙台市          | 仙台市   |
| 鶴谷村                |              | 岩切村              | 岩切村                  | 岩切村                            | 昭和16年9月15日 仙台市に編入                 | 仙台市                        | 仙台市                        | 仙台市                        | 仙台市          | 仙台市   |
| 岡田村                | 岡田村       | 高砂村              | 高砂村                  | 高砂村                            | 昭和16年9月15日 仙台市に編入                 | 仙台市                        | 仙台市                        | 仙台市                        | 仙台市          | 仙台市   |
| 蒲生村                |              | 高砂村              | 高砂村                  | 高砂村                            | 昭和16年9月15日 仙台市に編入                 | 仙台市                        | 仙台市                        | 仙台市                        | 仙台市          | 仙台市   |
| 田子村                |              | 高砂村              | 高砂村                  | 高砂村                            | 昭和16年9月15日 仙台市に編入                 | 仙台市                        | 仙台市                        | 仙台市                        | 仙台市          | 仙台市   |
| 中野村                |              | 高砂村              | 高砂村                  | 高砂村                            | 昭和16年9月15日 仙台市に編入                 | 仙台市                        | 仙台市                        | 仙台市                        | 仙台市          | 仙台市   |
| 福室村                |              | 高砂村              | 高砂村                  | 高砂村                            | 昭和16年9月15日 仙台市に編入                 | 仙台市                        | 仙台市                        | 仙台市                        | 仙台市          | 仙台市   |
| 大倉村                | 大倉村       | 大沢村              | 大沢村                  | 昭和30年2月1日 宮城村             | 宮城村                                       | 昭和38年11月3日 町制 宮城町   | 昭和38年11月3日 町制 宮城町   | 昭和62年11月1日 仙台市に編入  | 仙台市          | 仙台市   |
| 芋沢村                |              | 大沢村              | 大沢村                  | 昭和30年2月1日 宮城村             | 宮城村                                       | 昭和38年11月3日 町制 宮城町   | 昭和38年11月3日 町制 宮城町   | 昭和62年11月1日 仙台市に編入  | 仙台市          | 仙台市   |
| 熊ヶ根村              | 熊ヶ根村     | 広瀬村              | 広瀬村                  | 昭和30年2月1日 宮城村             | 宮城村                                       | 昭和38年11月3日 町制 宮城町   | 昭和38年11月3日 町制 宮城町   | 昭和62年11月1日 仙台市に編入  | 仙台市          | 仙台市   |
| 作並村                |              | 広瀬村              | 広瀬村                  | 昭和30年2月1日 宮城村             | 宮城村                                       | 昭和38年11月3日 町制 宮城町   | 昭和38年11月3日 町制 宮城町   | 昭和62年11月1日 仙台市に編入  | 仙台市          | 仙台市   |
| 上愛子村              |              | 広瀬村              | 広瀬村                  | 昭和30年2月1日 宮城村             | 宮城村                                       | 昭和38年11月3日 町制 宮城町   | 昭和38年11月3日 町制 宮城町   | 昭和62年11月1日 仙台市に編入  | 仙台市          | 仙台市   |
| 下愛子村              |              | 広瀬村              | 広瀬村                  | 昭和30年2月1日 宮城村             | 宮城村                                       | 昭和38年11月3日 町制 宮城町   | 昭和38年11月3日 町制 宮城町   | 昭和62年11月1日 仙台市に編入  | 仙台市          | 仙台市   |
| 郷六村                |              | 広瀬村              | 広瀬村                  | 昭和30年2月1日 宮城村             | 宮城村                                       | 昭和38年11月3日 町制 宮城町   | 昭和38年11月3日 町制 宮城町   | 昭和62年11月1日 仙台市に編入  | 仙台市          | 仙台市   |
| 名取郡長袋村 （一部） |              | 広瀬村              | 広瀬村                  | 昭和30年2月1日 宮城村             | 宮城村                                       | 昭和38年11月3日 町制 宮城町   | 昭和38年11月3日 町制 宮城町   | 昭和62年11月1日 仙台市に編入  | 仙台市          | 仙台市   |
| 名取郡新川村          | 名取郡新川村 | 名取郡秋保村 の一部 | 名取郡秋保村 の一部     | 名取郡秋保村 の一部               | 昭和30年4月1日 名取郡秋保村から 編入（新川） | 昭和38年11月3日 町制 宮城町   | 昭和38年11月3日 町制 宮城町   | 昭和62年11月1日 仙台市に編入  | 仙台市          | 仙台市   |
| 根白石村              | 根白石村     | 泉嶽村              | 明治30年9月7日 根白石村 | 根白石村                          | 昭和30年4月10日 泉村                         | 昭和32年8月1日 町制 泉町      | 昭和46年11月3日 市制 泉市     | 昭和63年3月1日 仙台市に編入   | 仙台市          | 仙台市   |
| 小角村                |              | 泉嶽村              | 明治30年9月7日 根白石村 | 根白石村                          | 昭和30年4月10日 泉村                         | 昭和32年8月1日 町制 泉町      | 昭和46年11月3日 市制 泉市     | 昭和63年3月1日 仙台市に編入   | 仙台市          | 仙台市   |
| 実沢村                |              | 泉嶽村              | 明治30年9月7日 根白石村 | 根白石村                          | 昭和30年4月10日 泉村                         | 昭和32年8月1日 町制 泉町      | 昭和46年11月3日 市制 泉市     | 昭和63年3月1日 仙台市に編入   | 仙台市          | 仙台市   |
| 福岡村                |              | 泉嶽村              | 明治30年9月7日 根白石村 | 根白石村                          | 昭和30年4月10日 泉村                         | 昭和32年8月1日 町制 泉町      | 昭和46年11月3日 市制 泉市     | 昭和63年3月1日 仙台市に編入   | 仙台市          | 仙台市   |
| 朴沢村                |              | 泉嶽村              | 明治30年9月7日 根白石村 | 根白石村                          | 昭和30年4月10日 泉村                         | 昭和32年8月1日 町制 泉町      | 昭和46年11月3日 市制 泉市     | 昭和63年3月1日 仙台市に編入   | 仙台市          | 仙台市   |
| 西田中村              |              | 泉嶽村              | 明治30年9月7日 根白石村 | 根白石村                          | 昭和30年4月10日 泉村                         | 昭和32年8月1日 町制 泉町      | 昭和46年11月3日 市制 泉市     | 昭和63年3月1日 仙台市に編入   | 仙台市          | 仙台市   |
| 七北田村              | 七北田村     | 七北田村            | 七北田村                | 昭和6年4月1日 仙台市に 一部を編入 | 昭和30年4月10日 泉村                         | 昭和32年8月1日 町制 泉町      | 昭和46年11月3日 市制 泉市     | 昭和63年3月1日 仙台市に編入   | 仙台市          | 仙台市   |
| 市名坂村              |              | 七北田村            | 七北田村                | 昭和6年4月1日 仙台市に 一部を編入 | 昭和30年4月10日 泉村                         | 昭和32年8月1日 町制 泉町      | 昭和46年11月3日 市制 泉市     | 昭和63年3月1日 仙台市に編入   | 仙台市          | 仙台市   |
| 上谷刈村              |              | 七北田村            | 七北田村                | 昭和6年4月1日 仙台市に 一部を編入 | 昭和30年4月10日 泉村                         | 昭和32年8月1日 町制 泉町      | 昭和46年11月3日 市制 泉市     | 昭和63年3月1日 仙台市に編入   | 仙台市          | 仙台市   |
| 野村                  |              | 七北田村            | 七北田村                | 昭和6年4月1日 仙台市に 一部を編入 | 昭和30年4月10日 泉村                         | 昭和32年8月1日 町制 泉町      | 昭和46年11月3日 市制 泉市     | 昭和63年3月1日 仙台市に編入   | 仙台市          | 仙台市   |
| 古内村                |              | 七北田村            | 七北田村                | 昭和6年4月1日 仙台市に 一部を編入 | 昭和30年4月10日 泉村                         | 昭和32年8月1日 町制 泉町      | 昭和46年11月3日 市制 泉市     | 昭和63年3月1日 仙台市に編入   | 仙台市          | 仙台市   |
| 松森村                |              | 七北田村            | 七北田村                | 昭和6年4月1日 仙台市に 一部を編入 | 昭和30年4月10日 泉村                         | 昭和32年8月1日 町制 泉町      | 昭和46年11月3日 市制 泉市     | 昭和63年3月1日 仙台市に編入   | 仙台市          | 仙台市   |
| 荒巻村                | 荒巻村       | 七北田村            | 七北田村                | 昭和6年4月1日 仙台市に編入        | 昭和6年4月1日 仙台市に編入                   | 仙台市                        | 仙台市                        | 仙台市                        | 仙台市          | 仙台市   |
| 北根村                |              | 七北田村            | 七北田村                | 昭和6年4月1日 仙台市に編入        | 昭和6年4月1日 仙台市に編入                   | 仙台市                        | 仙台市                        | 仙台市                        | 仙台市          | 仙台市   |
| 塩竈村                | 塩竈村       | 七ヶ浜村            | 七ヶ浜村                | 七ヶ浜村                          | 七ヶ浜村                                     | 昭和34年1月1日 町制 七ヶ浜町  | 昭和34年1月1日 町制 七ヶ浜町  | 昭和34年1月1日 町制 七ヶ浜町  | 七ヶ浜町        | 七ヶ浜町 |
| 塩竈村                | 塩竈村       | 塩竈町              | 塩竈町                  | 昭和16年11月23日 市制 塩竈市      | 塩竈市                                       | 塩竈市                        | 塩竈市                        | 塩竈市                        | 塩竈市          | 塩竈市   |
| 寒風沢浜              | 寒風沢浜     | 浦戸村              | 浦戸村                  | 浦戸村                            | 昭和25年4月1日 塩竈市に編入                  | 塩竈市                        | 塩竈市                        | 塩竈市                        | 塩竈市          | 塩竈市   |
| 石浜                  |              | 浦戸村              | 浦戸村                  | 浦戸村                            | 昭和25年4月1日 塩竈市に編入                  | 塩竈市                        | 塩竈市                        | 塩竈市                        | 塩竈市          | 塩竈市   |
| 桂島                  |              | 浦戸村              | 浦戸村                  | 浦戸村                            | 昭和25年4月1日 塩竈市に編入                  | 塩竈市                        | 塩竈市                        | 塩竈市                        | 塩竈市          | 塩竈市   |
| 野々島                |              | 浦戸村              | 浦戸村                  | 浦戸村                            | 昭和25年4月1日 塩竈市に編入                  | 塩竈市                        | 塩竈市                        | 塩竈市                        | 塩竈市          | 塩竈市   |
| 市川村                | 市川村       | 多賀城村            | 多賀城村                | 昭和26年7月1日 町制 多賀城町      | 昭和26年7月1日 町制 多賀城町                 | 昭和46年11月3日 市制 多賀城市 | 昭和46年11月3日 市制 多賀城市 | 昭和46年11月3日 市制 多賀城市 | 多賀城市        | 多賀城市 |
| 浮島村                |              | 多賀城村            | 多賀城村                | 昭和26年7月1日 町制 多賀城町      | 昭和26年7月1日 町制 多賀城町                 | 昭和46年11月3日 市制 多賀城市 | 昭和46年11月3日 市制 多賀城市 | 昭和46年11月3日 市制 多賀城市 | 多賀城市        | 多賀城市 |
| 大代村                |              | 多賀城村            | 多賀城村                | 昭和26年7月1日 町制 多賀城町      | 昭和26年7月1日 町制 多賀城町                 | 昭和46年11月3日 市制 多賀城市 | 昭和46年11月3日 市制 多賀城市 | 昭和46年11月3日 市制 多賀城市 | 多賀城市        | 多賀城市 |
| 笠神村                |              | 多賀城村            | 多賀城村                | 昭和26年7月1日 町制 多賀城町      | 昭和26年7月1日 町制 多賀城町                 | 昭和46年11月3日 市制 多賀城市 | 昭和46年11月3日 市制 多賀城市 | 昭和46年11月3日 市制 多賀城市 | 多賀城市        | 多賀城市 |
| 下馬村                |              | 多賀城村            | 多賀城村                | 昭和26年7月1日 町制 多賀城町      | 昭和26年7月1日 町制 多賀城町                 | 昭和46年11月3日 市制 多賀城市 | 昭和46年11月3日 市制 多賀城市 | 昭和46年11月3日 市制 多賀城市 | 多賀城市        | 多賀城市 |
| 山王村                |              | 多賀城村            | 多賀城村                | 昭和26年7月1日 町制 多賀城町      | 昭和26年7月1日 町制 多賀城町                 | 昭和46年11月3日 市制 多賀城市 | 昭和46年11月3日 市制 多賀城市 | 昭和46年11月3日 市制 多賀城市 | 多賀城市        | 多賀城市 |
| 高崎村                |              | 多賀城村            | 多賀城村                | 昭和26年7月1日 町制 多賀城町      | 昭和26年7月1日 町制 多賀城町                 | 昭和46年11月3日 市制 多賀城市 | 昭和46年11月3日 市制 多賀城市 | 昭和46年11月3日 市制 多賀城市 | 多賀城市        | 多賀城市 |
| 高橋村                |              | 多賀城村            | 多賀城村                | 昭和26年7月1日 町制 多賀城町      | 昭和26年7月1日 町制 多賀城町                 | 昭和46年11月3日 市制 多賀城市 | 昭和46年11月3日 市制 多賀城市 | 昭和46年11月3日 市制 多賀城市 | 多賀城市        | 多賀城市 |
| 留谷村                |              | 多賀城村            | 多賀城村                | 昭和26年7月1日 町制 多賀城町      | 昭和26年7月1日 町制 多賀城町                 | 昭和46年11月3日 市制 多賀城市 | 昭和46年11月3日 市制 多賀城市 | 昭和46年11月3日 市制 多賀城市 | 多賀城市        | 多賀城市 |
| 南宮村                |              | 多賀城村            | 多賀城村                | 昭和26年7月1日 町制 多賀城町      | 昭和26年7月1日 町制 多賀城町                 | 昭和46年11月3日 市制 多賀城市 | 昭和46年11月3日 市制 多賀城市 | 昭和46年11月3日 市制 多賀城市 | 多賀城市        | 多賀城市 |
| 新田村                |              | 多賀城村            | 多賀城村                | 昭和26年7月1日 町制 多賀城町      | 昭和26年7月1日 町制 多賀城町                 | 昭和46年11月3日 市制 多賀城市 | 昭和46年11月3日 市制 多賀城市 | 昭和46年11月3日 市制 多賀城市 | 多賀城市        | 多賀城市 |
| 八幡村                |              | 多賀城村            | 多賀城村                | 昭和26年7月1日 町制 多賀城町      | 昭和26年7月1日 町制 多賀城町                 | 昭和46年11月3日 市制 多賀城市 | 昭和46年11月3日 市制 多賀城市 | 昭和46年11月3日 市制 多賀城市 | 多賀城市        | 多賀城市 |
| 東田中村              |              | 多賀城村            | 多賀城村                | 昭和26年7月1日 町制 多賀城町      | 昭和26年7月1日 町制 多賀城町                 | 昭和46年11月3日 市制 多賀城市 | 昭和46年11月3日 市制 多賀城市 | 昭和46年11月3日 市制 多賀城市 | 多賀城市        | 多賀城市 |
| 松島村                | 松島村       | 松島村              | 松島村                  | 昭和3年1月1日 町制 松島町         | 昭和3年1月1日 町制 松島町                    | 松島町                        | 松島町                        | 松島町                        | 松島町          | 松島町   |
| 高城本郷              |              | 松島村              | 松島村                  | 昭和3年1月1日 町制 松島町         | 昭和3年1月1日 町制 松島町                    | 松島町                        | 松島町                        | 松島町                        | 松島町          | 松島町   |
| 磯崎村                |              | 松島村              | 松島村                  | 昭和3年1月1日 町制 松島町         | 昭和3年1月1日 町制 松島町                    | 松島町                        | 松島町                        | 松島町                        | 松島町          | 松島町   |
| 桜渡戸村              |              | 松島村              | 松島村                  | 昭和3年1月1日 町制 松島町         | 昭和3年1月1日 町制 松島町                    | 松島町                        | 松島町                        | 松島町                        | 松島町          | 松島町   |
| 竹谷村                |              | 松島村              | 松島村                  | 昭和3年1月1日 町制 松島町         | 昭和3年1月1日 町制 松島町                    | 松島町                        | 松島町                        | 松島町                        | 松島町          | 松島町   |
| 手樽村                |              | 松島村              | 松島村                  | 昭和3年1月1日 町制 松島町         | 昭和3年1月1日 町制 松島町                    | 松島町                        | 松島町                        | 松島町                        | 松島町          | 松島町   |
| 根廻村                |              | 松島村              | 松島村                  | 昭和3年1月1日 町制 松島町         | 昭和3年1月1日 町制 松島町                    | 松島町                        | 松島町                        | 松島町                        | 松島町          | 松島町   |
| 幡谷村                |              | 松島村              | 松島村                  | 昭和3年1月1日 町制 松島町         | 昭和3年1月1日 町制 松島町                    | 松島町                        | 松島町                        | 松島町                        | 松島町          | 松島町   |
| 初原村                |              | 松島村              | 松島村                  | 昭和3年1月1日 町制 松島町         | 昭和3年1月1日 町制 松島町                    | 松島町                        | 松島町                        | 松島町                        | 松島町          | 松島町   |
| 北小泉村              |              | 松島村              | 松島村                  | 昭和3年1月1日 町制 松島町         | 昭和3年1月1日 町制 松島町                    | 松島町                        | 松島町                        | 松島町                        | 松島町          | 松島町   |
| 利府本郷              | 利府本郷     | 利府村              | 利府村                  | 利府村                            | 利府村                                       | 昭和42年10月1日 町制 利府町   | 昭和42年10月1日 町制 利府町   | 昭和42年10月1日 町制 利府町   | 利府町          | 利府町   |
| 利府森郷              |              | 利府村              | 利府村                  | 利府村                            | 利府村                                       | 昭和42年10月1日 町制 利府町   | 昭和42年10月1日 町制 利府町   | 昭和42年10月1日 町制 利府町   | 利府町          | 利府町   |
| 飯土井村              |              | 利府村              | 利府村                  | 利府村                            | 利府村                                       | 昭和42年10月1日 町制 利府町   | 昭和42年10月1日 町制 利府町   | 昭和42年10月1日 町制 利府町   | 利府町          | 利府町   |
| 春日村                |              | 利府村              | 利府村                  | 利府村                            | 利府村                                       | 昭和42年10月1日 町制 利府町   | 昭和42年10月1日 町制 利府町   | 昭和42年10月1日 町制 利府町   | 利府町          | 利府町   |
| 加瀬村                |              | 利府村              | 利府村                  | 利府村                            | 利府村                                       | 昭和42年10月1日 町制 利府町   | 昭和42年10月1日 町制 利府町   | 昭和42年10月1日 町制 利府町   | 利府町          | 利府町   |
| 神谷沢村              |              | 利府村              | 利府村                  | 利府村                            | 利府村                                       | 昭和42年10月1日 町制 利府町   | 昭和42年10月1日 町制 利府町   | 昭和42年10月1日 町制 利府町   | 利府町          | 利府町   |
| 沢乙村                |              | 利府村              | 利府村                  | 利府村                            | 利府村                                       | 昭和42年10月1日 町制 利府町   | 昭和42年10月1日 町制 利府町   | 昭和42年10月1日 町制 利府町   | 利府町          | 利府町   |
| 菅谷村                |              | 利府村              | 利府村                  | 利府村                            | 利府村                                       | 昭和42年10月1日 町制 利府町   | 昭和42年10月1日 町制 利府町   | 昭和42年10月1日 町制 利府町   | 利府町          | 利府町   |
| 赤沼村                |              | 利府村              | 利府村                  | 利府村                            | 利府村                                       | 昭和42年10月1日 町制 利府町   | 昭和42年10月1日 町制 利府町   | 昭和42年10月1日 町制 利府町   | 利府町          | 利府町   |

## 行政
歴代郡長
| 代 | 氏名         | 就任年月日                 | 退任年月日                 | 備考                   |
| -- | ------------ | -------------------------- | -------------------------- | ---------------------- |
| 1  | 菅克復       | 明治11年（1878年）10月22日 | 明治16年（1883年）2月20日  |                        |
| 2  | 入間川重遠   | 明治16年（1883年）2月20日  | 明治16年（1883年）6月18日  |                        |
| 3  | 小笠原幹     | 明治16年（1883年）6月18日  | 明治18年（1888年）1月9日   | 名取郡長を兼任         |
| 4  | 竹尾高克     | 明治18年（1885年）2月2日   | 明治19年（1886年）8月24日  |                        |
| 5  | 十文字信介   | 明治19年（1886年）8月25日  | 明治23年（1890年）5月2日   |                        |
| 6  | 大立目謙吾   | 明治23年（1890年）5月2日   | 明治25年（1892年）11月4日  |                        |
| 7  | 大童信太夫   | 明治25年（1892年）11月4日  | 明治31年（1898年）12月26日 |                        |
| 8  | 林信         | 明治31年（1898年）12月26日 | 明治33年（1900年）7月5日   |                        |
| 9  | 辰野宗治     | 明治33年（1900年）7月5日   | 明治35年（1902年）9月2日   |                        |
| 10 | 八乙女盛次   | 明治35年（1902年）9月2日   | 明治42年（1909年）7月5日   |                        |
| 11 | 高岡松郎     | 明治42年（1909年）7月5日   | 大正3年（1914年）12月28日  |                        |
| 12 | 清野喜左衛門 | 大正3年（1914年）12月28日  | 大正9年（1920年）7月23日   |                        |
| 13 | 本田竜助     | 大正9年（1920年）7月23日   | 大正11年（1922年）4月12日  |                        |
| 14 | 戸田元太郎   | 大正11年（1922年）4月12日  | 大正12年（1923年）1月17日  |                        |
| 15 | 森田専七郎   | 大正12年（1923年）1月17日  | 大正13年（1924年）10月5日  |                        |
| 16 | 糟谷哲郎     | 大正13年（1924年）10月5日  | 大正15年（1926年）6月30日  | 郡役所廃止により、廃官 |